# Марангони, Ренато
Епископ Ренато Марангони (итал. Renato Marangoni; род. 25 мая 1958 года, Креспано-дель-Граппа, Тревизо, Венеция, Италия) — итальянский религиозный деятель, епископ Беллуно-Фельтре.

## Церковная деятельность
В 1969 году поступил в Малую семинарию Тьене. После окончания епископской семинарии в Падуе, он поступил в Папский Григорианский университет, по окончании получив степень доктора богословия,
4 июня 1983 года рукоположен в священники в кафедральном соборе Падуи архиепископом Филиппом Франчески. С 1983 года по 1985 год — викарий в приходе Кармине (Падуя). В 1985—1987 годах — викарий в приходе Сан-Грегорио-Барбарико в Риме. Ассистент в Институте университета «Villa Nazareth» в Риме с 1987 по 1992 год. В 1993—1995 годах — ассистент в Малой семинарии Tencarola di Salvazzano. В 1995—2005 годах — заместитель директора Григорианской коллегии в Падуе (итал. Collegio Gregorianum di Padova).
Секретарь Комиссии по непрерывному образованию Духовенства с 2000 по 2003 году; Епископский делегат по вопросам пастырской семьи и председатель Комиссии по вопросам семьи с 2001 по 2008 году. Модератор Епархиального совета священников в 2003—2008 годах.
Был заместителем директора Института Святого Луки для непрерывного образования Духовенства с 2003 по 2012 год; С 2008 года является епископским викарием по делам мирян, а также почетным каноником капитула собора. С 2013 года является членом епархиального совета священников и Президентом-делегатом этого совета.
10 февраля 2016 года назначен епископом Беллуно-Фельтре. 10 апреля 2016 года рукоположен в епископы в базилике Святой Марии в Падуе. Вступил в должность 24 апреля 2016 года.